# Maakenwerder Hafen

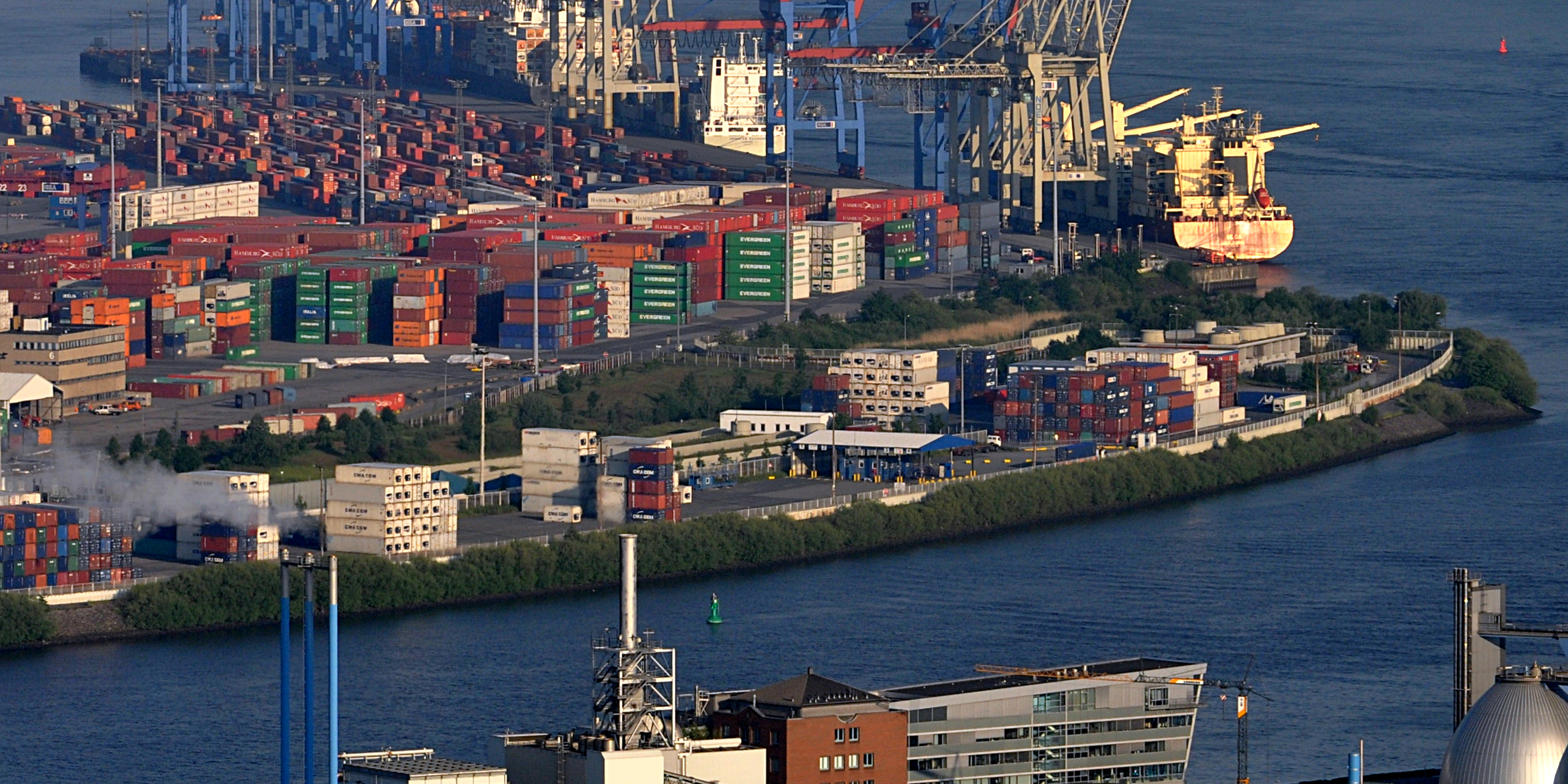
Maakenwerder Höft und Überbleibsel des Maakenwerder Hafens

Der Maakenwerder Hafen ist ein ehemaliger Hafen in Hamburg-Waltershof, einem Hamburger Stadtteil im Bezirk Hamburg-Mitte.
Der Maakenwerder Hafen wurde ab 1910 wegen des Hafenerweiterungsplans angelegt. Er war für die Unterelbe-Schifffahrt angelegt und wurde von  Kleinfahrzeugen und Yachten genutzt. Zeitweise wurden hier Wracks abgelegt und es kam auch zu einer Reparatur eines B&V Schwimmdocks 1953.
Im Februar 1962 gab es bei der Flutkatastrophe auch hier Opfer in Kleingartenkolonien und Gartenlauben, die überflutet und später geräumt wurden.
Ab Ende November 1968 wurde das vorher durch einen Damm geschlossene Hafenbecken leergepumpt und planiert, um dort die Herstellung der acht Senkkästen für den Bau des Neuen Elbtunnels durchzuführen, die später im Verlauf der A 7 in der Norderelbe versenkt werden sollten. 1972 wurden die vorgefertigten Tunnelsegmente im Grund der Elbe eingespült und danach verbunden.
Bis 1975 wurde das alte Hafenbecken verfüllt, nur der nordwestliche Teil ist heute noch als Schilfzone auf einem kleinen Bereich an der Norderelbe zu sehen, die sich auf der Südseite der Elbe westlich der Einfahrt zum Köhlbrand befindet. Dieser Bereich wurde nicht verfüllt, da das Gewicht des Sandes für die hier aufsteigende Röhre des Elbtunnels zu schwer geworden wäre.